# Tima formosa
Tima formosa is een hydroïdpoliep uit de familie Eirenidae. De poliep komt uit het geslacht Tima. Tima formosa werd in 1862 voor het eerst wetenschappelijk beschreven door L. Agassiz. 